# 長澤リカ
長澤 リカ（ながさわ りか、1985年4月11日-）は、日本のAV女優。

## 略歴
2007年にAVデビュー。
2008年、出演作『女体拷問研究所 11』(監督:Koolong)は、AVグランプリのマニアステージ最優秀作品賞と配信売上賞をで受賞した。それぞれ、マニアステージ全エントリー作品(エントリー数38)の中で最も売上が多かった作品、全エントリー作品(エントリー数77)で最も配信売上が多かった作品である。

## 出演作品
2007年
- THE FUCK FUCK FUCK 61 DX（7月13日、クリスタル映像）他出演:工藤なつき、星未来、天咲めい、竹内美樹、黒澤エレナ、神崎麗子、早川あづさ、水元えり
- 綺麗なお姉さんの筆おろし（7月19日、V&Rプロダクツ）他出演:大沢佑香、MIHARU、宝月ひかる
- 僕、専用。S カスタムメイド008（8月3日、ゴーゴーズ）
- 完全女性主導型!!全体位腰振りSEX!!（8月4日、SODクリエイト）共演:秋本由香里
- 本物包茎治療院 長澤形成クリニック（8月4日、V&Rプロダクツ）
- 顔騎まにあ 9（8月7日、C-Format）他出演:安堂結衣、竹下あや、愛田ゆなる
- お姉さんが犯してあげる 39（8月10日、クリスタル映像）他出演:憂木ルル、沙耶、大沢佑香、黒澤エレナ
- BULLY THE NECK（8月23日、C-Format）共演:竹下あや、安堂結衣、愛田ゆなる
- 会社で女子社員にやってみたいエッチなことベストテン 3（9月6日、V&Rプロダクツ）共演:柚咲あんず、城本久美、川原真、永瀬椋、杏野まひる、伊藤和香
- 丸の内美人女子社員生中出し（9月7日 TMA）他出演:MISA、松田亜美、姫野愛、吉澤レイカ、中島あいり
- キャバ嬢陵辱調教 VOL.1（9月12日 KIプランニング）
- 秘密の花園 ～あしうら～ RIKA AYA YUI YUNARU（9月16日、C-Format）他出演:竹下あや、安堂結衣、愛田ゆなる
- マンコがマンコに恋をする理由 女子校生アクメ中毒レズビアン（9月19日、ドグマ）共演:結城リナ、七瀬かすみ
- オフィスレディー監禁（10月13日、溜池ゴロー）
- 闇を貫く光源に意識を失いながら…（10月18日、C-Format）
- J-Lady（10月19日、LEO）他出演:石原あすか、星優乃、蛯原かのん
- 接吻サロン 癒し処ベロリアーノ ～別館（10月25日、アロマ企画）
- アオザイ娘しか見たくない! 4時間（11月9日 TMA）他11名出演
- セレブ妻不倫リポート VOL.19（11月10日 プレステージ）
- おねえさんの素顔（11月13日、溜池ゴロー）
- 酔狂伝 11（11月16日、クリスタル映像）他出演:七瀬かすみ、春咲さくら、春名えみ、真鍋理名、佐伯奈々、果樹、蓮条みなみ、那月りの
- チンチンが3cm大きくなるDVD 気持ちいいオナニーで大きくなれる（秘）トレーニング指南（12月1日、SODクリエイト）共演:かすみ果穂、櫻井ゆうこ、大石もえ、佐伯奈々、鈴木杏里 ※AVグランプリ2008 グランプリステージ エントリー作品
- 女体拷問研究所 11（12月1日、BabyEntertainment）他出演:YOKO  ※AVグランプリ2008 グランプリステージ エントリー作品
- 女教師6人 誰もが受けたいハレンチ授業（12月6日、ヒビノ）共演:菅野麻弥 他4名
- 家庭教師（12月13日、溜池ゴロー）
- おしゃれな和服で淫語手コキ四十八手（12月20日、ディープス）共演:山吹リョウ
- ワイセツ温泉（12月20日、アキノリ）
- コスプレ無双（12月28日、TMA）他出演:宮崎あいか、野沢友花、香月藍

2008年
- オトコのスケベな妄想シリーズ VOL.9 透明人間になれるタイツを手に入れた！！
- スキモノな女たち（1月5日、SODクリエイト）他出演:葉月紗絢、石川かれん、南原香織
- 性的浴場 貸切ソープランド 2（1月5日、アキノリ）共演:加瀬あゆむ、松野ゆい、春名えみ、村上里沙、乙羽あいか、天海遥
- アナルアクメ耐久Fuck VOL.2（2月2日、プレステージ）共演:東野愛鈴
- Smoking Girls（2月8日、TMA）他出演:流川純、葉月奈穂、木村那美、藤本さおり、さくらの、伊藤あずさ、志村玲子、松田亜美、魚住里奈、吉澤レイカ、竹内美樹、羽田夕夏、真鍋あや、青井マリ、水森あおい、早坂めぐ、茅ヶ崎ありす、藤咲美里、月嶋りお
- 高級ソープへいらっしゃい 18（2月8日、クリスタル映像）他出演:山口玲子、伊藤もえ、小春、日向小春、武田紗香希
- ペニバン女学園 ～女教師・女学生 入れたり出したり快楽授業～（2月21日、ヒビノ）共演:菅野麻弥
- リラクゼーションレズ性感エステ（2月21日、アキノリ）共演:加瀬あゆむ、松野ゆい、春名えみ、村上里沙
- 暴走!イヌ型アクメマシーン BOWWOW（2月21日、ROCKET）他出演:飯島くらら、山田美樹
- 洪水警報 びっちょまん 7（2月22日、クリスタル映像）他出演:七瀬かすみ、霧島奈緒子、友野みゆき、須藤かすみ、星あや
- ヒーリングエステサロン 股間トリートメント（3月6日 アキノリ）共演:瞳れん、蒼月ひかり
- チャイナドレスしか見たくない!4時間 2（3月7日 TMA）他13名出演
- M－X 3 和（3月14日、LEO）他14名出演
- 人気AV女優を男サウナに乱入させて逆痴漢（3月15日、アレックス）共演:笠木あやか、瀬名ゆうり、秋本由香里、佐々木渚紗、若葉ひな、青木瀬奈、藤沢ひな、華美月
- オトコのスケベな妄想シリーズ VOL.13 ストップモーション（3月20日 SODクリエイト）共演:愛沢ひな、桜井真央、真中かおり、矢部なつみ
- ベロテロリスト（3月20日 アキノリ）共演:上原結衣
- a Fantastic Black Stocking（3月21日 映天）他出演:横西奈々
- DOG DAYS（3月25日 サイドビー）
- WITH パンティーストッキングEX（4月18日 HRC）
- 女体拷問研究所 Final Mix（4月19日、Baby Entertainment）共演:YOKO、姫川麗
- エッチなお姉さんに誘われて 29（4月25日、クリスタル映像）他出演:佐伯実里、藤岡沙希、香田麗奈、志水ゆい、貴岡理菜
- 憧れの姉さんがお掃除フェラしてくれました。(5月13日、マルクス兄弟）他出演:山口玲子、大沢佑香、風間ゆみ、阿立未来、杏珠、間宮いずみ、千羽千鶴、愛菜りな
- エッチな◆エロ秘書検定（6月5日、V&Rプロダクツ）共演:大塚千秋、浅岡沙希、片山なつき
- オフィスレディ WITH パンティーストッキング スペシャル4（6月6日 HRC）共演:桜井真央、浅岡沙希、水澤りの
- 私は痴女 満毛快魁（6月13日、クリスタル映像）他出演:亜佐倉みんと、七瀬ゆうり、米倉エミ、細川まり、冬咲未来
- 一撃!!舌上発射（6月15日、ワープエンタテインメント）他9名出演
- ムラムラした時、したい所で、誰とでもセックスが出来る方法!!（6月19日、SODクリエイト）他出演:京野明日香、美瀬純
- おはズボッ!うそー、もう全部入っちゃってるぅ～!（6月27日、アテナ映像）他出演:桜もも、麻倉みゆき、中野すず、蓮条みなみ、青山雪菜
- 絞め暴虐に屈辱が滲み悲鳴（7月1日、幻奇）他出演:柏木ひかる、ARISA、浅岡沙希
- 渋谷ギャル VS 池袋ギャル 逆ナンパ手コキ対決!!（7月4日、GARCON）共演:東野愛鈴、加藤はるな、相楽杏、新垣さや、ひなのりく
- もしも僕が○○になったら… わんこ編（7月17日、V&Rプロダクツ）他出演:桜井真央、北島玲、河野由利香
- レイプ!捕まったら中出し無制限! 在日黒人陸戦隊VSモデル系ギャル（8月7日、サディスティックヴィレッジ）共演:香奈々
- 渋谷BLACK VS 横浜BLACK 超有名2大ギャルサーが関東最強の座を賭けて真剣バトル!! （8月7日、GARCON）共演:矢沢リン、春名えみ、桜井真央、黒澤エレナ、東野愛鈴、愛音ゆう、蛯川真理、緋村由衣、ひなのりく
- 火曜日は全裸登校日（9月4日、アキノリ）共演:藍花、浅岡沙希、石原あすか、一ノ瀬かれん、妹川尚子、大沢ミズナ、風見ララ、加藤はるな、菊井里沙、国見奈々、酒井ちはる、桜沢ちなみ、桜田まや、里仲ゆい、杉本優、栃木いちご、中野みずほ、二岡ゆり、浜田アリサ、日向まひる、平山ユリカ、真島みゆき、三井奏、桃井アンナ、吉井花梨、吉岡あすか、吉沢友希、唯川明絵
- ハメてパコパコ!女優もスタッフもヤリまくりハメまくりの南の島!全10SEX!（9月18日、サディスティックヴィレッジ）共演:小坂めぐる、星優乃、高瀬みどり、真島めぐみ、本木優美
- 真性中出し 女犯（9月19日、桃太郎映像出版）
- 鬼フェラ地獄 II（9月19日、レアル・ワークス）共演:雪野ひかる
- レズファイト!無人島格闘家サバイバル!（10月9日、サディスティックヴィレッジ）共演:本木優美、真島めぐみ、高瀬みどり
- 転校したら男は僕一人ぼっちだった…。 4 （10月9日、アキノリ）共演:藍花、浅岡沙希、石原あすか、妹川尚子、一ノ瀬かれん、大沢ミズナ、風見ララ、加藤はるな、菊井里沙、国見奈々、酒井ちはる、桜沢ちなみ、桜田まや、里仲ゆい、杉本優、栃木いちご、中野みずほ、二岡ゆり、浜田アリサ、日向まひる、平山ユリカ、真島みゆき、三井奏、桃井アンナ、吉井花梨、吉岡あすか、吉沢友希、唯川明絵
- 痰切りベロびらレズ接吻（10月25日、アロマ企画）共演:真島みゆき、石原あすか
- 巨乳を鷲掴みにして強制イカせ（11月1日、ワンズファクトリー）他11名出演
- ノーパンノーブラ丸見えサロン（11月6日、アキノリ）共演:吉井花梨、藍花
- 若奥さまは犯されたい 4（12月5日、クリスタル映像）他出演:藤宮櫻花、夢見ほのか、若槻尚美、菊井里沙、中川芽乃
- ニ○ニコ動画で話題沸騰中!!スーハー顔（12月18日、アキノリ）他出演:あすかりの、花野真衣、矢沢リン、中川茅乃、鈴木千里、YOKO 他

2009年
- 誘惑 おねだりセレブ妻の生態（1月1日、ワンズファクトリー）他出演:響鳴音、蜜井とわ、小林芽衣、堀口奈津美、南沙也香

2010年
- ヒールマニア（1月15日、C-Format）他出演:梅原あんな、真中ゆかり、田村りか
- 壮絶・女刑務所（5月21日、映天）共演:ミムラ佳奈、沢尻もも美、山口真理
- WITH パンティーストッキング ゴージャス（5月21日、HRC）他出演:東野愛鈴、瀬名涼子